# Wołów (Sainte-Croix)
Pour l’article homonyme, voir Wołów.
Wołów est une localité polonaise de la gmina de Bliżyn, située dans le powiat de Skarżysko en voïvodie de Sainte-Croix.